# Myopsyche ochsenheimeri
Myopsyche ochsenheimeri là một loài bướm đêm thuộc phân họ Arctiinae, họ Erebidae.